# Уаліхановський район
Уаліха́новський район (каз. Уәлиханов ауданы, рос. Уалихановский район) — адміністративна одиниця у складі Північноказахстанської області Казахстану. Адміністративний центр — село Кішкенеколь.

## Географія
Район розташований у зоні лісостепу. Ґрунти — переважно звичайні і південні чорноземи.

## Історія
Кзил-Туський район утворений 17 грудня 1928 року у складі Кзил-Джарського (пізніше Петропавловського) округу з центром у аулі Кули-Куль. 17 грудня 1930 року центром району стало Кішкенеколь. Район перейшов у пряме підпорядкування республіці.
10 березня 1932 року район увійшов до складу новоствореної Карагандинської області. 10 лютого 1935 року центр району перенесено до села Кзил-Ту. 29 липня 1936 року район увійшов до складу новоствореної Північноказахстанської області.
15 березня 1944 року район увійшов до складу новоствореної Кокчетавської області.
1970 року зі складу району був виділений Валіхановський район.
2 травня 1997 року до складу району було приєднано Карасуський, Кайратський та Куликольський сільські округи ліквідованого Валіхановського району, Кзилтуський район перейменовано в Уаліхановський . 3 травня 1997 року район передано до складу Північноказахстанської області.

## Населення
Населення — 13533 особи (2021; 17991 у 2009, 25920 у 1999, 39080 у 1989).
Національний склад (станом на 2015 рік):
- казахи — 15368 осіб (89,63 %)
- росіяни — 928 осіб
- українці — 286 осіб
- татари — 199 осіб
- німці — 172 особи
- білоруси — 69 осіб
- чеченці — 17 осіб
- азербайджанці — 8 осіб
- чуваші — 7 осіб
- литовці — 7 осіб
- башкири — 6 осіб
- поляки — 5 осіб
- вірмени — 2 особи
- узбеки — 3 особи
- інгуші — 3 особи
- таджики — 3 особи
- інші — 62 особи

## Склад

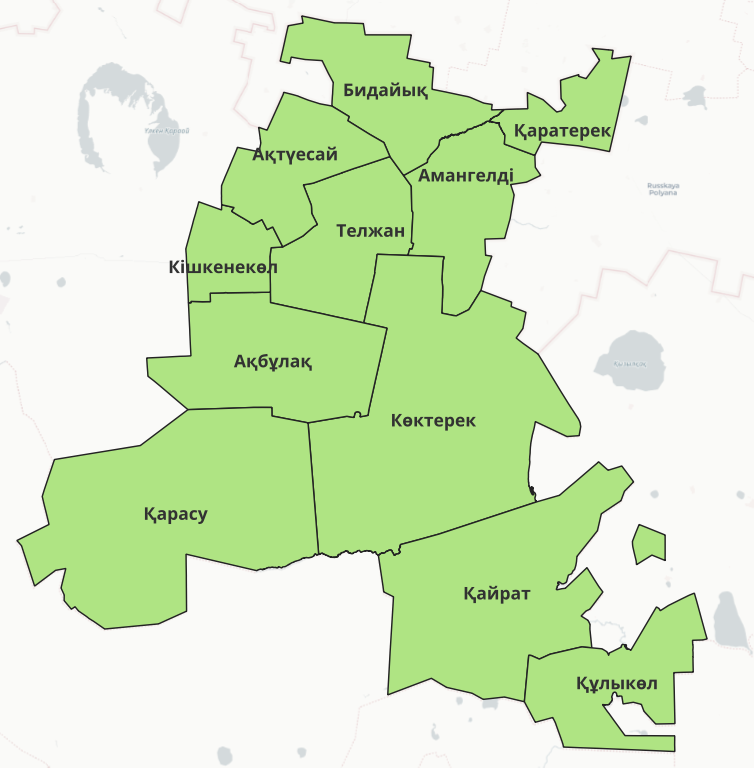
Округи району

До складу району входять 11 сільських округів:
| Поселення                        | Площа, км² | Населення, осіб (1989) | Населення, осіб (1999) | Населення, осіб (2009) | Населення, осіб (2021) | Центр       | Населені пункти |
| -------------------------------- | ---------- | ---------------------- | ---------------------- | ---------------------- | ---------------------- | ----------- | --------------- |
| Акбулацький сільський округ      | 1171,80    | 2992                   | 1914                   | 1307                   | 847                    | Акбулак     | 3               |
| Актуєсайський сільський округ    | 650,89     | 3008                   | 2384                   | 1631                   | 1114                   | Актуєсай    | 3               |
| Амангельдинський сільський округ | 975,00     | 3182                   | 1603                   | 681                    | 237                    | Амангельди  | 2               |
| Бідайицький сільський округ      | 708,79     | 3330                   | 2654                   | 2079                   | 1437                   | Бідайик     | 3               |
| Кайратський сільський округ      | 1872,73    | 3018                   | 2133                   | 654                    | 364                    | Кайрат      | 2               |
| Карасуський сільський округ      | 2442,90    | 3479                   | 1682                   | 537                    | 236                    | Аккудик     | 2               |
| Каратерецький сільський округ    | 326,31     | 1907                   | 1213                   | 649                    | 187                    | Каратерек   | 1               |
| Кішкенекольський сільський округ | 421,08     | 10444                  | 7990                   | 6814                   | 6675                   | Кішкенеколь | 1               |
| Коктерецький сільський округ     | 2695,06    | 2500                   | 1611                   | 1001                   | 643                    | Мортик      | 2               |
| Куликольський сільський округ    | 940,55     | 2656                   | 1867                   | 1545                   | 1074                   | Куликоль    | 3               |
| Тельжанський сільський округ     | 721,98     | 2564                   | 1559                   | 1093                   | 719                    | Тельжан     | 2               |

## Найбільші населені пункти
Населені пункти з чисельністю населення понад 1000 осіб:
| № | Населений пункт | Населення, осіб (1989) | Населення, осіб (1999) | Населення, осіб (2009) | Населення, осіб (2021) |
| - | --------------- | ---------------------- | ---------------------- | ---------------------- | ---------------------- |
| 1 | Кішкенеколь     | 10444                  | 7990                   | 6814                   | 6675                   |